# Łycznik białawy

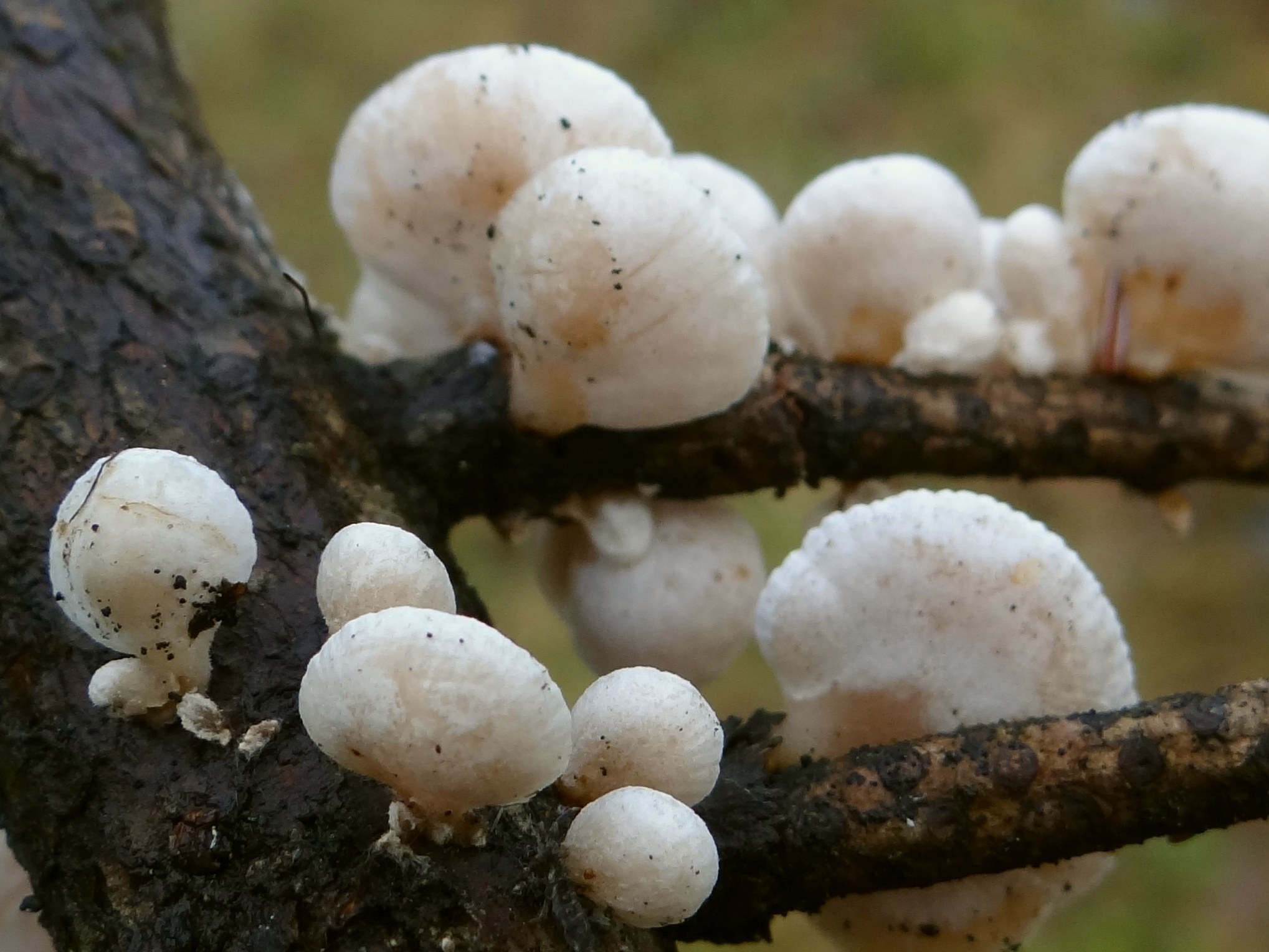

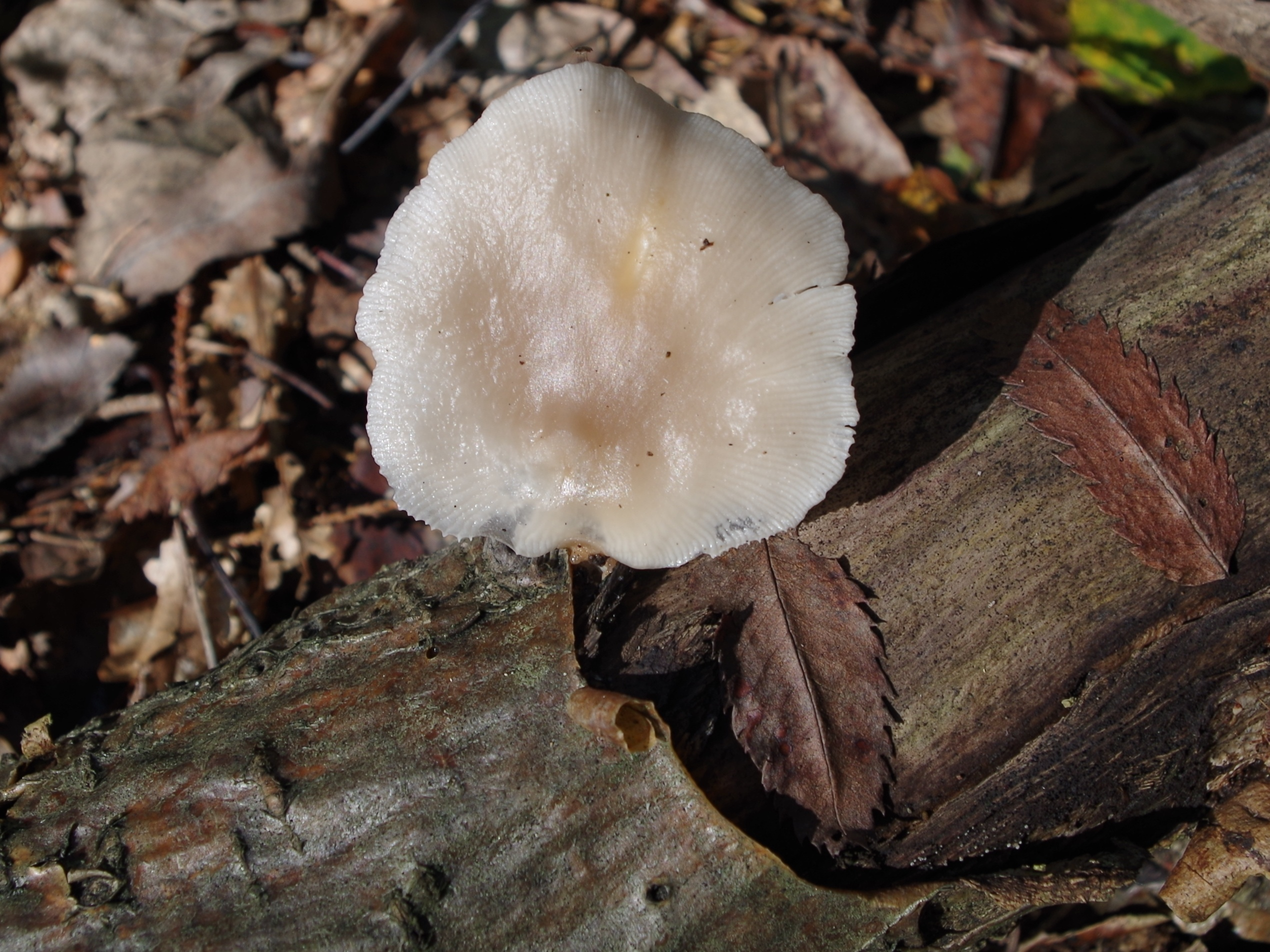
Górna strona owocnika

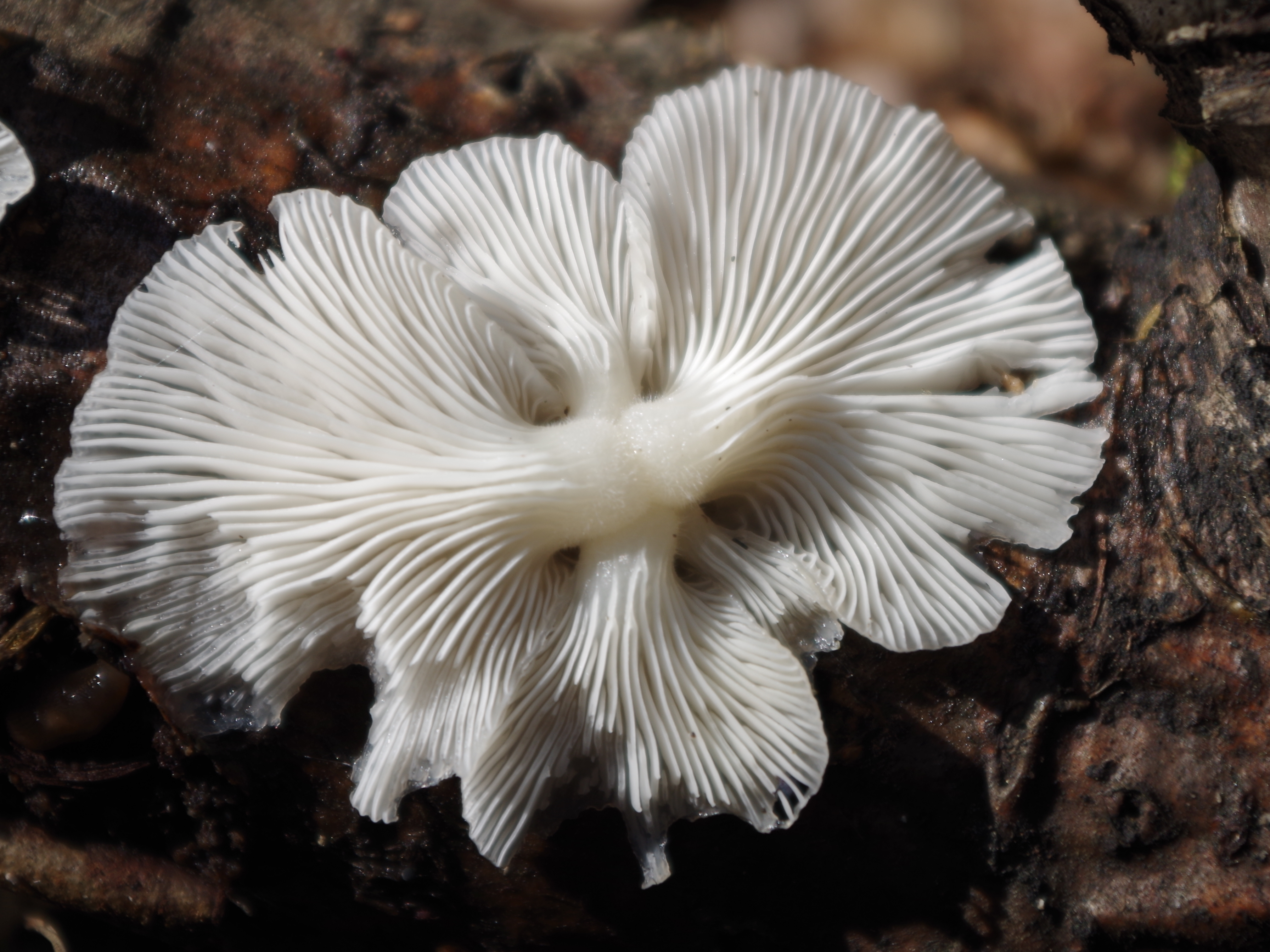
4 owocniki zrośnięte trzonami

Łycznik białawy (Panellus mitis (Pers.) Singer) – gatunek grzybów należący do rodziny grzybówkowatych (Mycenaceae). 

## Systematyka i nazewnictwo
Pozycja w klasyfikacji według Index Fungorum: Panellus, Mycenaceae, Agaricales, Agaricomycetidae, Agaricomycetes, Agaricomycotina, Basidiomycota, Fungi.
Po raz pierwszy takson ten zdiagnozował w 1796 r. Christian Hendrik Persoon nadając mu nazwę Agaricus mitis. Obecną, uznaną przez Index Fungorum nazwę nadał mu w 1936 r. Rolf Singer, przenosząc go do rodzaju Panellus. 
Niektóre synonimy naukowe:

- Agaricus mitis Pers. 1796
- Dendrosarcus mitis (Pers.) Kuntze 1898
- Panus mitis (Pers.) Kühner 1980
- Pleurotus mitis (Pers.) Pers. 1801
- Urospora mitis (Pers.) Fayod 1889
- Urosporellina mitis (Pers.) E. Horak 1968

Nazwę polską podał Władysław Wojewoda w 2003 r. W polskim piśmiennictwie mykologicznym gatunek ten opisywany był też jako boczniak łagodny, bedłka łagodna, łycznik łagodny. 

## Morfologia
Kapelusz
Średnica 1–2 cm, kształt muszlowaty, półkulisty lub nerkowaty. Kolor białawy, u starszych okazów przebarwiający się na gliniasto-brązowo lub czerwono-brązowo. Powierzchnia delikatna, na młodych owocnikach filcowata, na starszych gładka. Jest gumowata, lepka i daje się łatwo ściągać.
Blaszki
Gęste i zbiegające na trzon. Są białe, na krawędziach posiadają kolorowe, pasemkowate przebarwienia.
Trzon
Długość 2–5 mm, grubość 3–5 mm. Wyrasta bocznie, jest krótki, o trójkątnym przekroju i pełny. Powierzchnia biała, pokryta drobnymi łuskami. Czasami trzonu brak.
Miąższ
Cienki, łykowaty, biały. Smak łagodny, zapachu brak.
Wysyp zarodników
Biały. Zarodniki serdelkowate, amyloidalne, o rozmiarach 3,5–5 × 1–1,5 μm.

## Występowanie i siedlisko
Występuje w Ameryce Północnej i Europie. W Europie Środkowej jest dość pospolity.
Rośnie na drewnie drzew iglastych; na martwych drzewach, na wiszących lub leżących na ziemi martwych gałęziach, w stosach chrustu. Jest to grzyb późnojesienny i zimowy, jego owocniki pojawiają się głównie od września do kwietnia, czasami jednak pojawiają się również w lecie.
Grzyb niejadalny, saprotrof, czasami pasożyt wywołujący białą zgniliznę drewna. 

## Gatunki podobne
Może być pomylony z ciżmówką miękką (Crepidotus mollis), która różni się m.in. brakiem trzonu, lub bokówką białą (Pleurocybella porrigens), ta również nie posiada trzonu i jest większa.